# Brasina
Brasina (em cirílico: Брасина) é uma vila da Sérvia localizada no município de Mali Zvornik, pertencente ao distrito de Mačva, na região de Podrinje. A sua população era de 1469 habitantes segundo o censo de 2011.

## Demografia
| 1948 | 1953  | 1961  | 1971  | 1981  | 1991  | 2002  | 2011  |
| ---- | ----- | ----- | ----- | ----- | ----- | ----- | ----- |
| 953  | 1 098 | 1 303 | 1 410 | 1 497 | 1 592 | 1 663 | 1 469 |